# Without Me (песня Холзи)
Without Me (в переводе с англ. — «Без меня») — песня американской певицы и автора песен Холзи с третьего студийного альбома Manic. Сингл выпущен 4 октября 2018 на лейбле Capitol Records. Трек достиг первого места в США и получил платиновый статус в Австралии, Канаде и США.

## История
Онлайн комментаторы предположили, что песня и музыкальное видео рассказывают о бывшем парне, американском рэпере и продюсере G-Eazy (его настоящее имя Джеральд Эрл Гиллум), так как они расстались незадолго до выхода музыкального видео. Холзи оспорила эти слухи после публикации таких интерпретаций и обоснования песни в Instagram, объяснив, что в песне рассказывается о нескольких разных отношениях, которые она пережила или наблюдала, и что эта песня является напоминанием о том, что «вы не должны позволять другим пользоваться преимуществами перед вами». Тем не менее, в январе 2019 года в интервью Glamour Холзи подтвердила, что эта песня частично о нём.

## Музыкальное видео
Музыкальное видео снял режиссёр Colin Tilley, а премьера прошла 29 октября 2018 года.
9 января 2019 года на канале YouTube вышло весьма эмоциональное вертикальное видео, которое впервые появилось 12 октября 2018 года на Spotify. И уже спустя неделю сингл снова поднялся на первое место в чарте Billboard Hot 100.
Видеоклип отображает взаимоотношения людей, в том числе и те, которые пережила сама певица, а также содержит рекламу брендов Beats (известный американский производитель наушников и динамиков) и YSL (парижский дом высокой моды, основанный Ивом Сен-Лораном).

## Список треков
Цифровая дистрибуция и стриминг
1. «Without Me» — 3:21[15][16]

Цифровая дистрибуция и стриминг — Illenium remix
1. «Without Me» (Illenium remix) — 4:08[17][18]

Цифровая дистрибуция и стриминг — при участии Juice Wrld
1. «Without Me» (with or featuring Juice Wrld) — 3:58

Виниловый 7-дюймовый сингл
1. «Without Me» — 3:21
2. «Without Me» (Illenium remix) — 4:08

## Коммерческий успех
«Without Me» дебютировал 20 октября 2018 года на 18-м месте в американском хит-параде Billboard Hot 100. После появления видеоклипа трек «Without Me» сразу поднялся на 9-е место, став первым попаданием Холзи в десятку лучших top 10 после «Bad at Love», который был на 5-м месте в январе 2018 года. 22 декабря 2018 трек «Without Me» достиг второго места сразу после чарттоппера Thank U, Next (Ariana Grande), что стало высшим достижением в карьере Холзи. Песня также на позиции № 1 в цифровом чарте Digital Songs. 12 января 2019 года «Without Me» достиг первого места в США, став для Холзи её первым сольным чарттоппером и вторым, если считать её участие в сингле «Closer» вместе с группой The Chainsmokers в 2016 году. Дополнительно, Джастин Тимберлейк и Timbaland получили свои шестой и восьмой хиты № 1 в Hot 100 в качестве авторов песни, соответственно. На одну неделю спустившись на вторую позицию, затем сингл снова поднялся на первое место в чарте Billboard Hot 100.
В Великобритании песня достигла третьего места в британском хит-параде.

## Концертные живые выступления
8 ноября 2018 года Холзи впервые исполнила «Without Me» в живую на шоу Victoria’s Secret Fashion Show, которое вышло в эфир 2 декабря 5 декабря 2018 года она исполнением своей песни открыла ещё одно шоу The Ellen DeGeneres Show. 8 декабря Холзи исполнила «Without Me» в Лондоне на стадионе O2 Арена во время ежегодного концерта Jingle Bell Ball, проводимого радиосетью Capital. 18 декабря певица появилась в финальном эпизоде певческого конкурса The Voice, где не только исполнила свою песню, но и весьма откровенно и чувственно станцевала её вместе с танцовщицей Джейд Чиноф, играя роль её партнёра. Представление было раскритиковано на Twitter так как это «неуместно для телевидения», на что сама Холзи ответила, сказав: «[Я] очень горжусь, что разозлила гомофобных зрителей, сидящих дома, которые не заметили мессиджа».

## Участники записи
По данным Tidal.
- Холзи — вокал
- Louis Bell — продюсер, звукоинженер, программирование
- Serban Ghenea — микширование
- John Hanes — ассистент по микшированию
- Chris Gehringer — мастеринг-инженер

## Награды и номинации

### Оригинальная версия
| Год  | Организация              | Награда                  | Результат | Ссылка |
| ---- | ------------------------ | ------------------------ | --------- | ------ |
| 2019 | iHeartRadio Music Awards | Best Lyrics              | Номинация | [ 32 ] |
| 2019 | Billboard Music Awards   | Top Selling Song         | Номинация | [ 33 ] |
| 2019 | American Music Awards    | Favorite Song – Pop/Rock | Победа    | [ 34 ] |

### Illenium Remix (версия)
| Год  | Организация                      | Награда    | Результат | Ссылка        |
| ---- | -------------------------------- | ---------- | --------- | ------------- |
| 2019 | International Dance Music Awards | Best Remix | Победа    | [ 35 ] [ 36 ] |

## Чарты
| Чарт (2018-19)                              | Высшая позиция |
| ------------------------------------------- | -------------- |
| Аргентина (Argentina Hot 100)               | 86             |
| Австралия (ARIA)                            | 2              |
| Австрия (Ö3 Austria Top 40)                 | 6              |
| Бельгия/Фландрия (Ultratop 50)              | 17             |
| Бельгия/Валлония (Ultratop 50)              | 6              |
| Боливия (Monitor Latino)                    | 12             |
| Бразилия Бразилия (Crowley Charts)          | 100            |
| Канада (Billboard Canadian Hot 100)         | 2              |
| Канада (Billboard AC)                       | 5              |
| Канада (Billboard CHR/Top 40)               | 1              |
| Канада (Billboard Hot AC)                   | 1              |
| Colombia (National-Report)                  | 98             |
| Croatia (HRT)                               | 25             |
| Чехия (Rádio — Top 100)                     | 58             |
| Чехия (Singles Digitál Top 100)             | 5              |
| Дания (Tracklisten)                         | 5              |
| Estonia (IFPI)                              | 2              |
| Финляндия (Suomen virallinen lista)         | 7              |
| Франция (SNEP)                              | 39             |
| Германия (GfK)                              | 11             |
| Greece International Digital Singles (IFPI) | 1              |
| Венгрия (Single Top 40)                     | 17             |
| Венгрия (Stream Top 40)                     | 2              |
| Ирландия (IRMA)                             | 3              |
| Israel (Media Forest)                       | 9              |
| Италия (FIMI)                               | 33             |
| Latvia (Latvijas Top 40)                    | 5              |
| Lebanon (Lebanese Top 20)                   | 19             |
| Malaysia (RIM)                              | 2              |
| Нидерланды (Dutch Top 40)                   | 14             |
| Нидерланды (Single Top 100)                 | 10             |
| Новая Зеландия (Recorded Music NZ)          | 3              |
| Норвегия (VG-lista)                         | 5              |
| Польша (Polish Airplay Top 100)             | 14             |
| Португалия (AFP)                            | 2              |
| Romania (Airplay 100)                       | 8              |
| Шотландия (OCC Scotland)                    | 10             |
| Singapore (RIAS)                            | 3              |
| Словакия (Rádio — Top 100)                  | 23             |
| Словакия (Singles Digitál Top 100)          | 2              |
| Slovenia (SloTop50)                         | 20             |
| Испания (PROMUSICAE)                        | 37             |
| Швеция (Sverigetopplistan)                  | 9              |
| Швейцария (Schweizer Hitparade)             | 6              |
| Великобритания (OCC UK Singles)             | 3              |
| США (Billboard Hot 100)                     | 1              |
| США (Billboard Adult Contemporary)          | 11             |
| США (Billboard Adult Pop Airplay)           | 1              |
| США (Billboard Dance Club Songs)            | 26             |
| США (Billboard Dance/Mix Show Airplay)      | 1              |
| США (Billboard Pop Airplay)                 | 1              |
| США (Billboard Rhythmic)                    | 21             |
| Rolling Stone Top 100                       | 42             |

| Чарт (2018)                           | Позиция |
| ------------------------------------- | ------- |
| Australia (ARIA)                      | 66      |
| Portugal (AFP)                        | 119     |
| Чарт (2019)                           | Позиция |
| Australia (ARIA)                      | 18      |
| Austria (Ö3 Austria Top 40)           | 58      |
| Belgium (Ultratop Flanders)           | 79      |
| Belgium (Ultratop Wallonia)           | 55      |
| Canada (Canadian Hot 100)             | 4       |
| Denmark (Tracklisten)                 | 27      |
| Germany (Official German Charts)      | 49      |
| Ireland (IRMA)                        | 38      |
| Latvia (LAIPA)                        | 34      |
| Malaysia (RIM)                        | 8       |
| Netherlands (Dutch Top 40)            | 81      |
| Netherlands (Single Top 100)          | 66      |
| New Zealand (Recorded Music NZ)       | 12      |
| Portugal (AFP)                        | 26      |
| Romania (Airplay 100)                 | 13      |
| Sweden (Sverigetopplistan)            | 61      |
| Switzerland (Schweizer Hitparade)     | 33      |
| UK Singles (Official Charts Company)  | 40      |
| US Billboard Hot 100                  | 3       |
| US Adult Contemporary (Billboard)     | 30      |
| US Adult Top 40 (Billboard)           | 4       |
| US Dance/Mix Show Airplay (Billboard) | 7       |
| US Mainstream Top 40 (Billboard)      | 1       |
| US Rolling Stone Top 100              | 8       |
| Worldwide                             | 10      |

| Чарт (2010—2019)     | Позиция |
| -------------------- | ------- |
| US Billboard Hot 100 | 12      |

## Сертификации
| Регион | Сертификация                        | Продажи    |
| --- | ----------------------------------- | ---------- |
| Австралия (ARIA) | 8× Платиновый                       | 560 000    |
| Австрия (IFPI Austria) | Золотой                             | 15 000     |
| Бельгия (BEA) | Платиновый                          | 40 000     |
| Канада (Music Canada) | 9× Платиновый                       | 720 000    |
| Дания (IFPI Danmark) | 2× Платиновый                       | 180 000    |
| Франция (SNEP) | Золотой                             | 100 000    |
| Германия (BVMI) | Платиновый                          | 400 000    |
| Италия (FIMI) | Платиновый                          | 50 000     |
| Мексика (AMPROFON) | 2× Бриллиантовый+Платиновый+Золотой | 690 000    |
| Новая Зеландия (RMNZ) | 2× Платиновый                       | 60 000     |
| Норвегия (IFPI Norway) | 2× Платиновый                       | 120 000    |
| Польша (ZPAV) | 3× Платиновый                       | 150 000    |
| Португалия (AFP) | 2× Платиновый                       | 20 000     |
| Испания (PROMUSICAE) | Платиновый                          | 60 000     |
| Великобритания (BPI) | 2× Платиновый                       | 1 200 000  |
| США (RIAA) | Бриллиантовый                       | 10 000 000 |
| Стриминг |                                     |            |
| Швеция (GLF) | 3× Платиновый                       | 24 000 000 |
| Данные о продажах + прослушиваниях приведены только на основе сертификации. · Данные только о прослушиваниях приведены на основе сертификации. |                                     |            |